# Sahalahti kyrkoby
Sahalahti kyrkoby (även: Sahalax kyrkoby, finska: Sahalahden kirkonkylä) är en tätort (finska: taajama) i Kangasala stad (kommun) i landskapet Birkaland i Finland. Fram till 2005 var Sahalahti kyrkoby centralorten för kommunen med samma namn. Vid tätortsavgränsningen den 31 december 2021 hade Sahalahti kyrkoby 1 115 invånare och omfattade en landareal av 3,30 kvadratkilometer.